# Cartell taurí

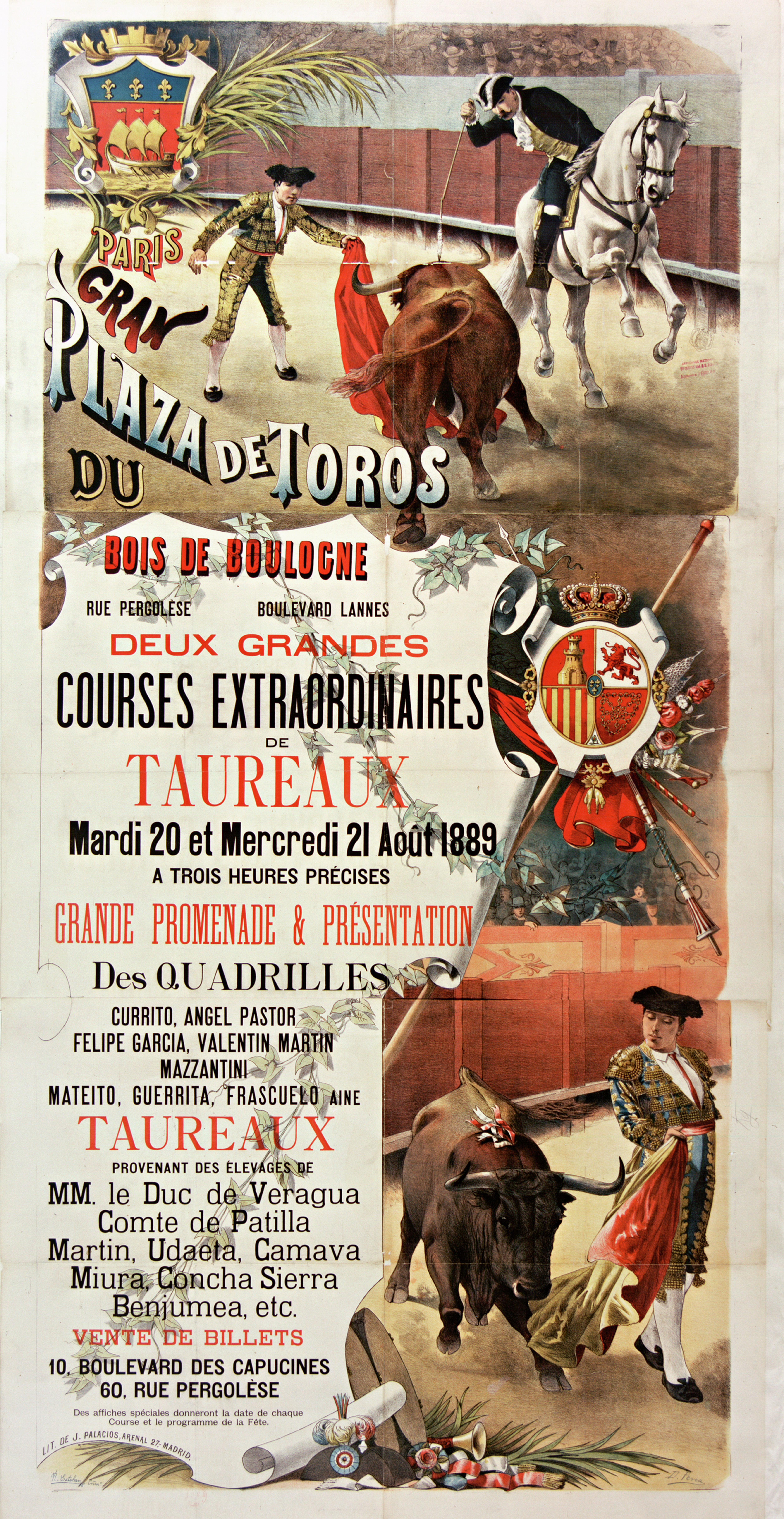
Dues grans corregudes de toros extraordinàries. Bois de Boulogne, París. 20 i 21 d'agost de 1889. Litografia en color, 131 x 100 cm

Al món de la tauromàquia, el cartell taurí (en castellà, «cartel») és el cartell que anuncia una correguda de toros. El terme també fa referència al conjunt de protagonistes d'una correguda, tant homes com toros.

## Presentació
El cartell presenta, en la seva forma contemporània, una representació estilitzada d'una escena taurina i, en la seva part inferior, indica la data, el lloc i l'hora de la correguda, així com el nom dels matadors i la ganadería. A França, els avisos legals que han d'aparèixer allí s'especifiquen a l'article 27 del Reglement de la Unió de les ciutats taurines franceses.
L'estudi dels cartells taurins té un gran interès des del punt de vista gràfic, artístic i històric. És l'eina principal de propaganda de l'activitat taurina, permet seguir l'evolució dels usos del temps (horaris, ordre de la lídia, etc.), els preceptes i els gustos de l'afició (el protagonisme del picador o del torero a peu).
Des del punt de vista artístic, permet observar la influència de diferents corrents (neoclassicisme, romanticisme, avantguardisme...). Des d'un punt de vista històric, permet fer un seguiment de les lídies llegendàries, marcant l'alternativa d'un gran torero o la mort d'un torero a l'arena.

## Història
El cartell taurí més antic cartell que ha arribat fins als nostres dies anuncia les festes organitzades a la plaça de toros de Soto de Luzón (Madrid), del 19 al 30 de setembre de 1737. Els primers cartells impresos, d'estètica rudimentària, es limiten llavors a l'anunci de la data i el lloc de la correguda de toros, els participants i els propietaris dels animals, simplement jugant amb diferents tipus de caràcters tipogràfics.
A poc a poc acaben substituint els anuncis dels pregoners de la ciutat, que prèviament anunciaven la celebració d'una correguda de toros i l'evacuació del lloc previst a aquest efecte (despejo). Igual que amb els avisos públics, els cartells impresos mencionen les prohibicions, com ara llançar caixes de taronges, pedres, pals o animals morts al ruedo, i elements de la normativa que, amb el pas del temps, formarà els fonaments del reglament taurí.
Durant el segle xviii i la primera meitat del segle xix, durant els quals es van imposar els estils neoclàssic i Imperi, l'aparença dels cartells es va afirmant gradualment, sovint a través de signes d'enquadrament i tipogràfics.
Tot i que les innovacions tècniques més importants apareixen als cartells de la plaça de toros de La Maestranza de Sevilla, els historiadors consideren que només els cartells de la plaça de toros de Madrid permeten seguir una evolució coherent de l'estil.
Fins al 1840, la capçalera estava reservada per a l'aprovació dels toros per les autoritats (el rei i la reina a Madrid). Aquest any, aquesta menció es va eliminar de forma permanent en el curs d'una corrida a Madrid celebrat en honor del «gloriós pronunciament de la capital a favor de la constitució de 1837 i les llibertats de la pàtria», que il·lustra el triomf les idees liberals.
L'abandó de la capçalera reial dona pas a una certa llibertat creativa; apareix un nou tipus de disseny, que incorpora vinyetes i dibuixos, com ja era el cas en algunes zones remotes de Madrid, influenciant durant molt de temps el format dels cartells.
La influència romàntica destaca en els cartells de l'època, mostrant un cert gust per a l'estil medieval, la imitació de lletres i elements arquitectònics gòtics, inclosos els arcs ogivals.
Alguns cartells, destinats a llocs més destacats, estan acolorits a mà. Apareixen els primers retrats pintats dels toreros protagonistes, com Rafael Molina Sánchez «Lagartijo» o José Sánchez del Campo «Cara-Ancha». Artistes de prestigi, com Joaquim Sorolla i Bastida, comencen a ser sol·licitats pel seu talent innovador, sobretot en corregudes de toros de beneficència. Durant el segle xx, artistes de reconegut prestigi, com Pablo Picasso, Rafael Alberti o, més recentment, Miquel Barceló, han creat cartells taurins.

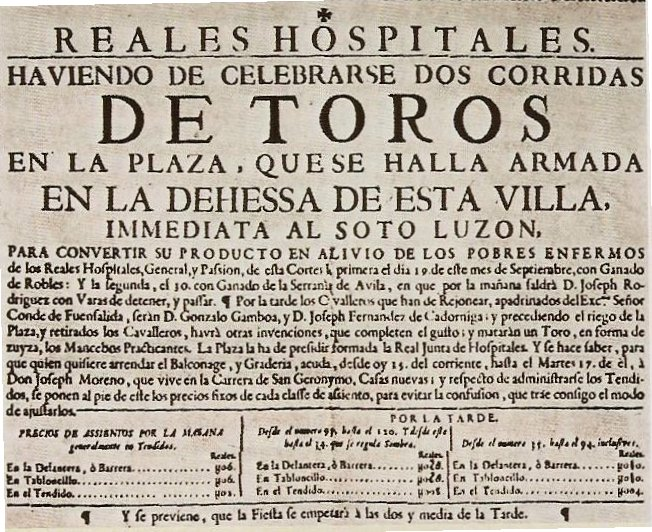
El cartell taurí més antic conegut (1737)
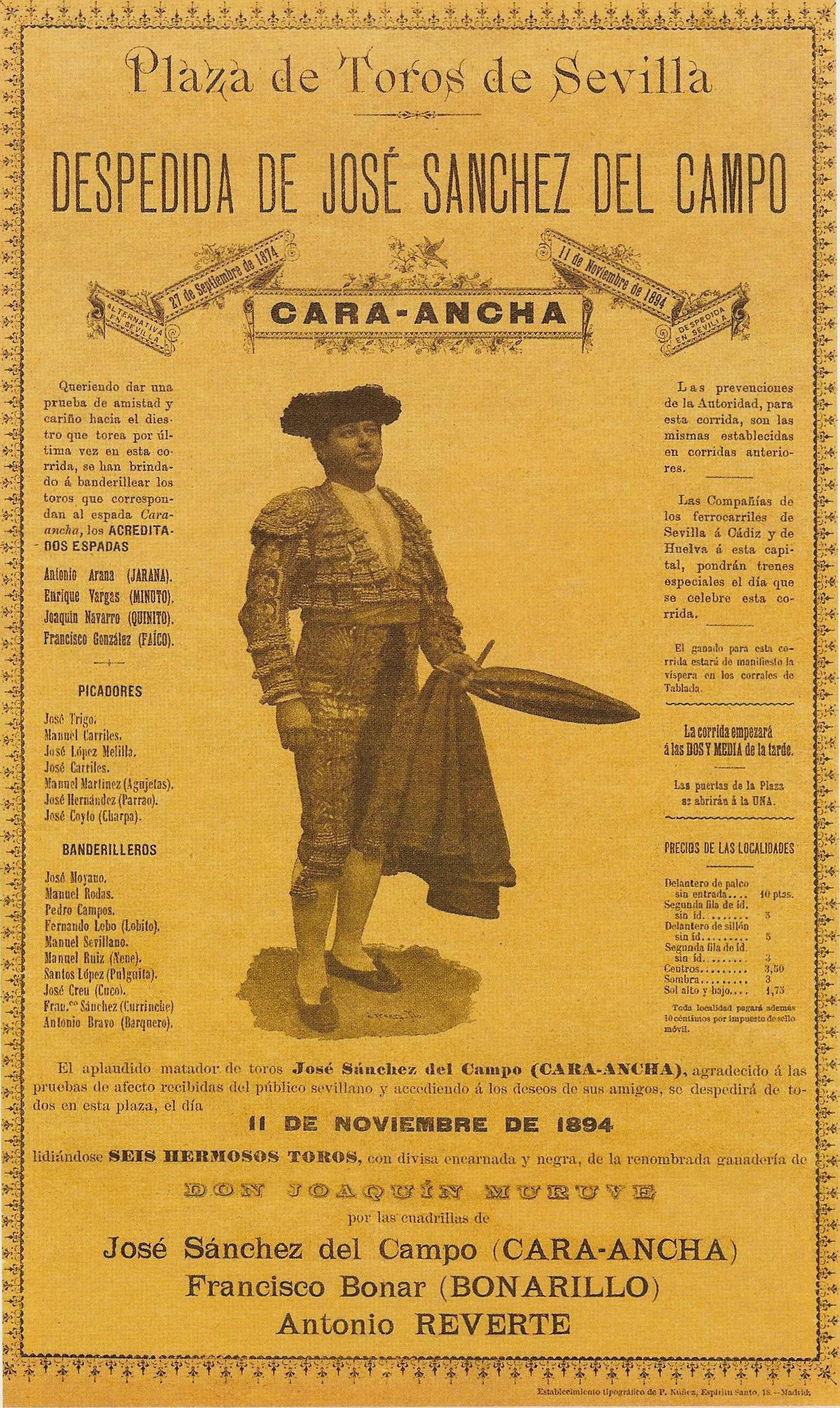
Cartell d'acomiadament de José Sánchez del Campo «Cara-ancha» (1894)
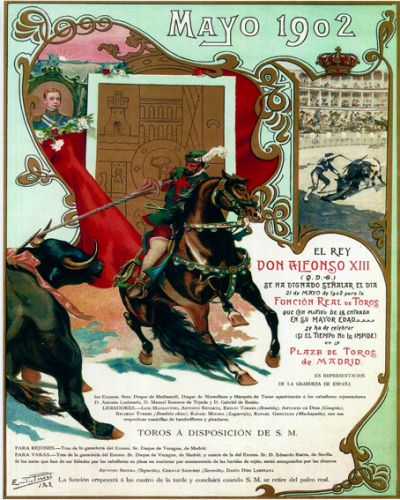
Cartel de la Función Real de Toros en honor del rei Alfons XIII (1902)
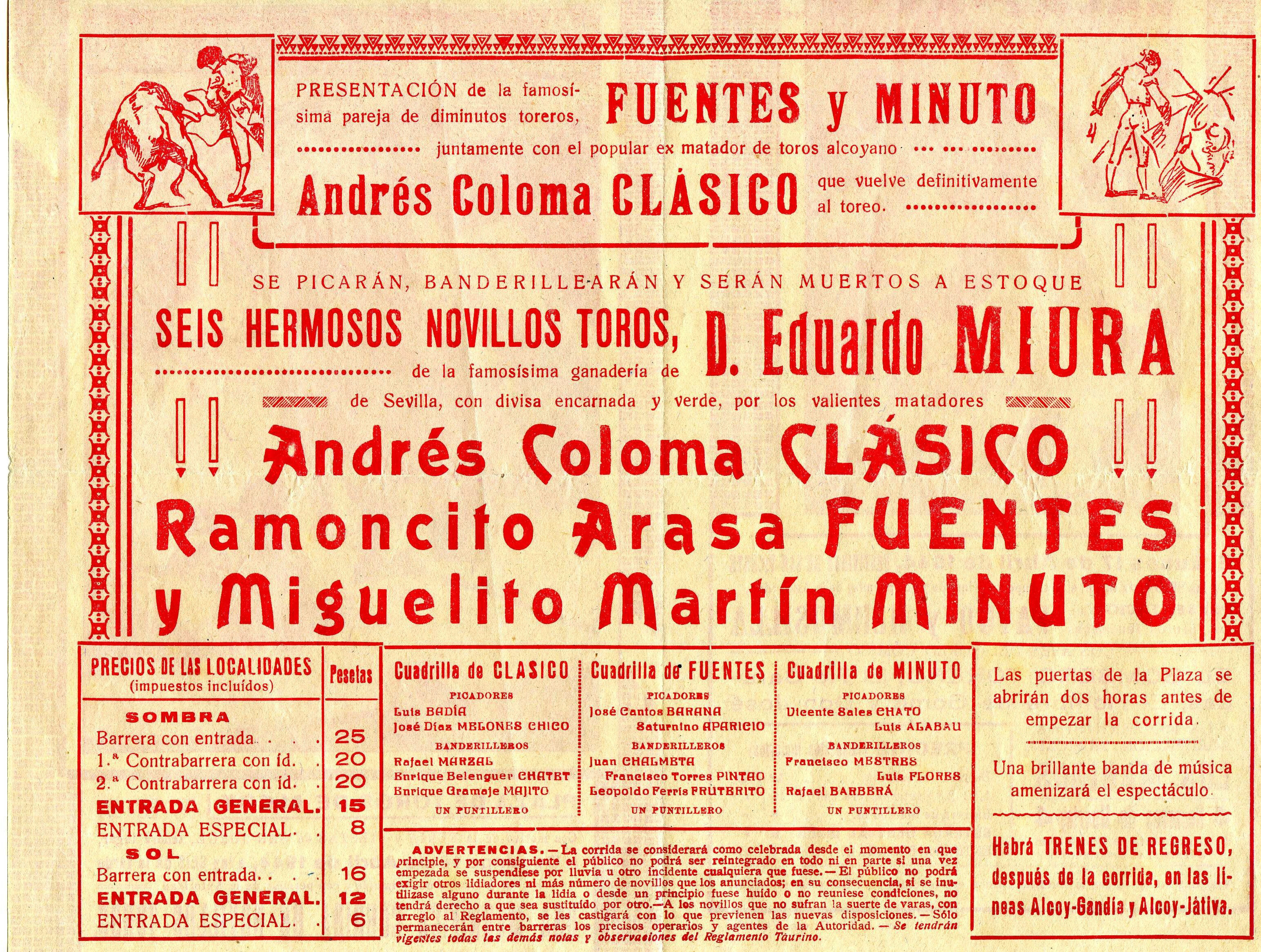
Cartell d'acomiadament d'Andrés Coloma Sanjuán «Clásico» (1944)

## Artistes contemporanis
Ciutats com Madrid, Nimes o Arles s'han acostumat a demanar cartells d'artistes famosos o utilitzar algunes de les seves pintures taurines.
L'Étude pour une corrida N° 2 de Francis Bacon va ser el tema del cartell de la Fira de Nimes de 1992.
Miquel Barceló també ha realitzat el cartell de la Fira de Nimes 1988 i el de la Fira de Sant Isidre per a la plaça de toros de Las Ventas de Madrid el 1990.
Fernando Botero va realitzar el cartell que anunciava la correguda de toros de Sébastien Turzack Castella «Sébastien Castella» a Nimes el 2008 en beneficència dels nens d'Haití, així com els cartells de la Fira d'Abril de Sevilla el 1999 i el dels sanfermines de Pamplona de 1998.
Claude Viallat va realitzar els cartells de les fires de Nimes de 1986 i 2008.
Jean Nouvel és l'autor del cartell de «Sébastien Castella» per a la Fira de Nimes de 2010.

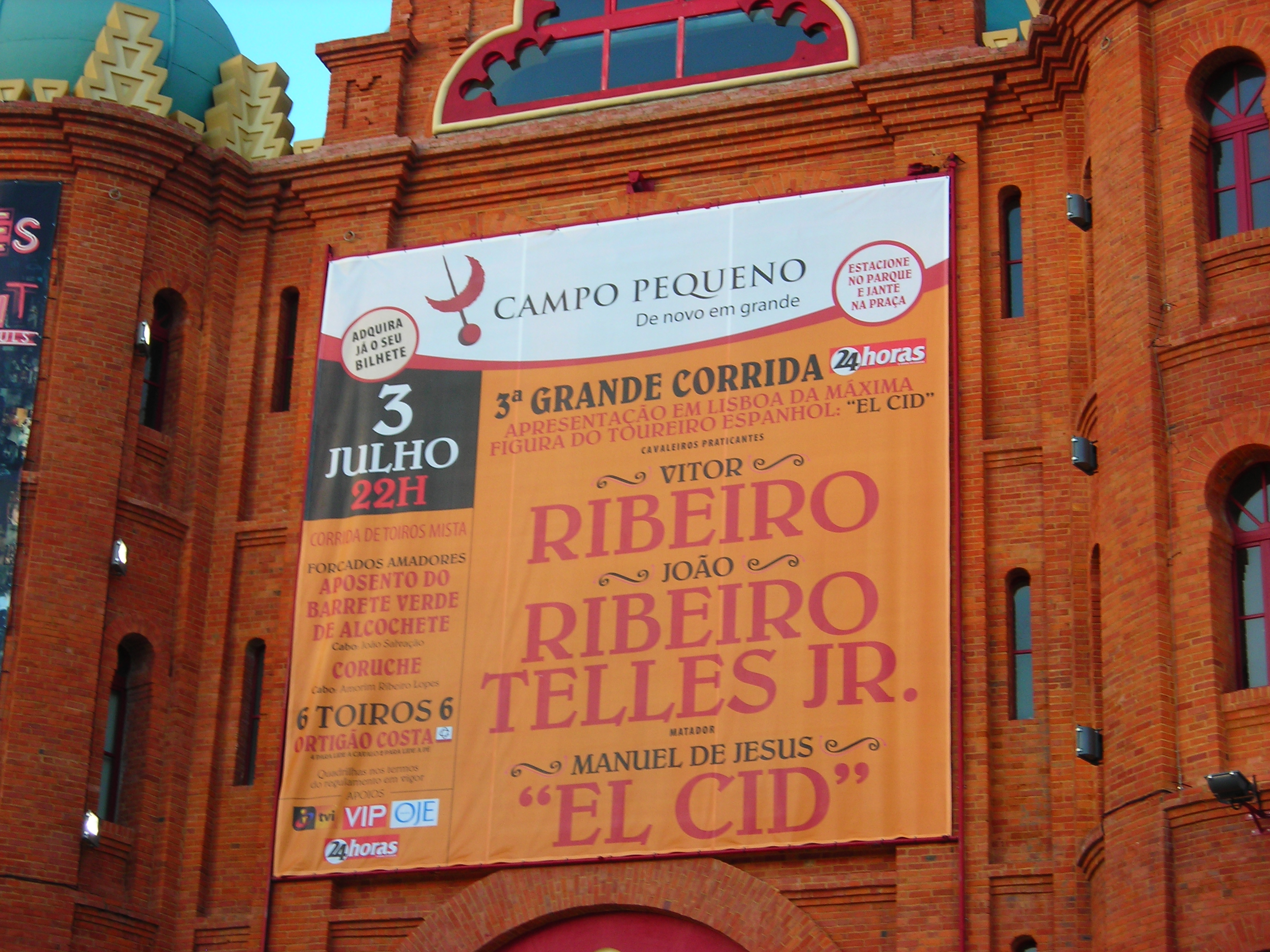
Cartell taurí a la plaça de toros de Campo Pequeno, Lisboa, Portugal (2008)
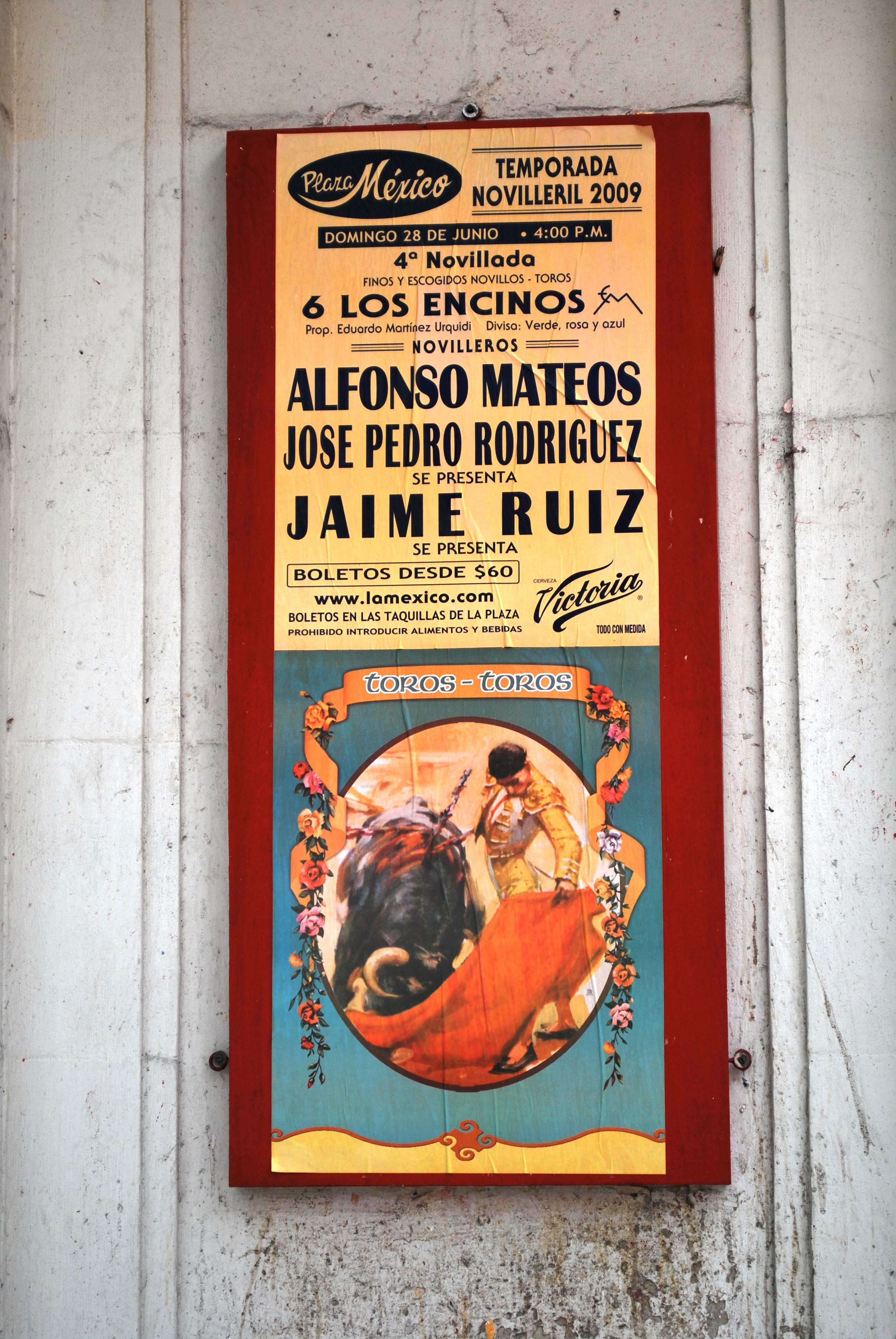
Cartell taurí per a una novillada a la Ciutat de Mèxic, Mèxic (2009)
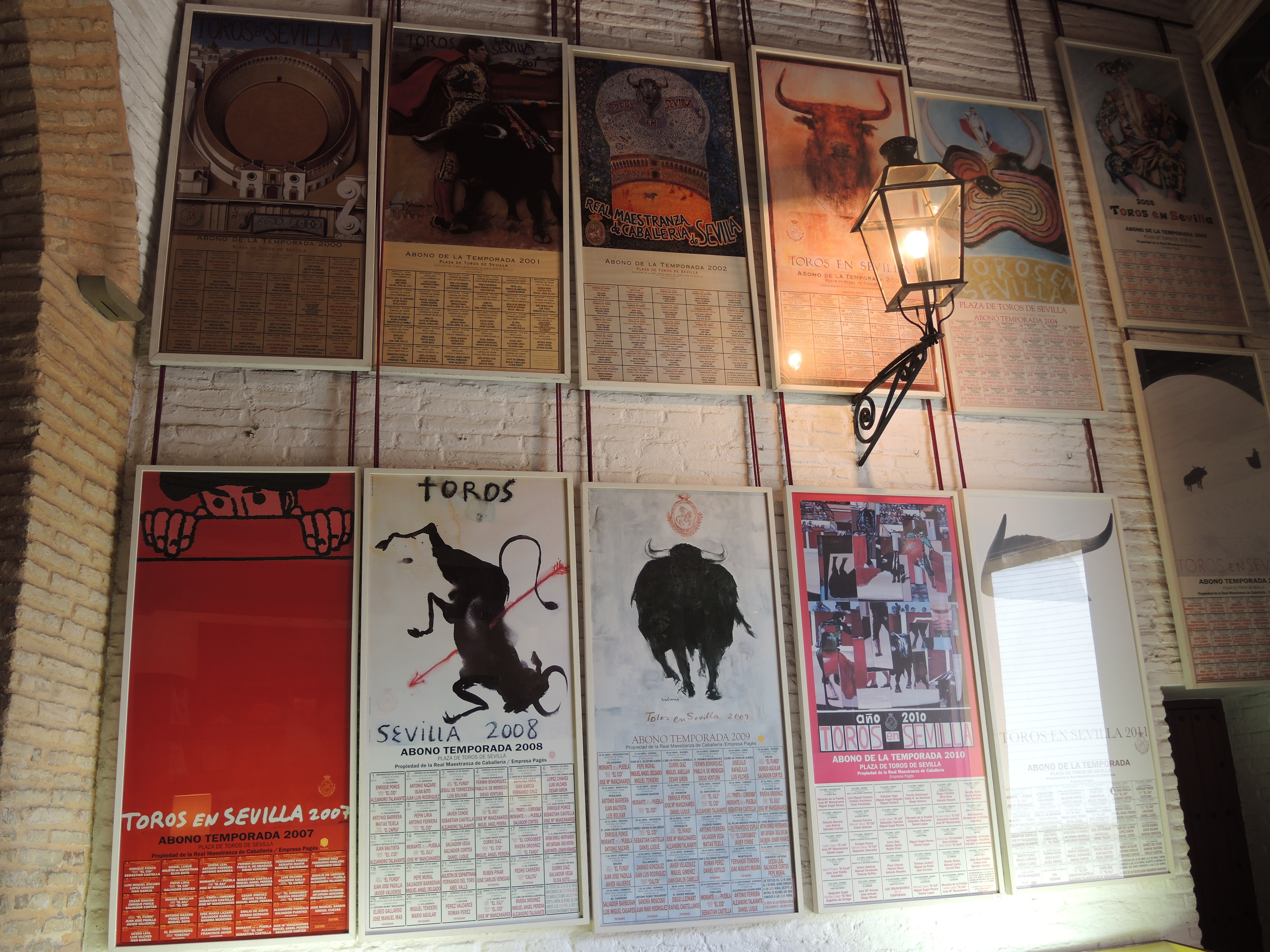
Cartells taurins a Sevilla, Espanya (2014)
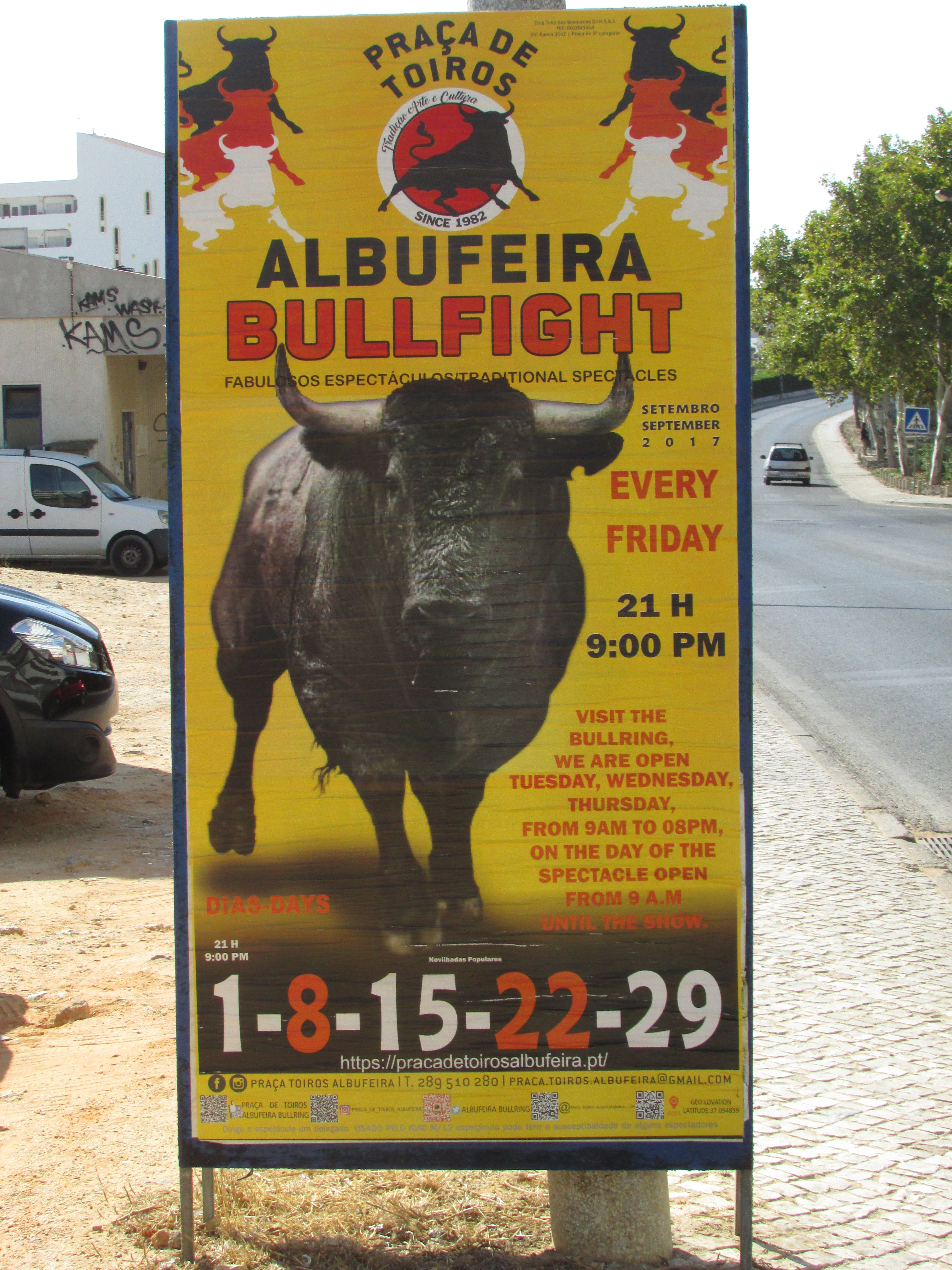
Cartell taurí a Albufeira, Portugal (2017)